# 佐藤美樹 (実業家)
佐藤 美樹（さとう よしき、1949年12月5日 - ）は、日本の経営者。朝日生命保険社長を務めた。

## 経歴
東京都出身。1972年に慶應義塾大学経済学部を卒業し、同年に朝日生命保険に入社。
2003年4月に執行役員に就任し、2004年7月に取締役を経て、2008年7月には社長に就任。2017年4月に会長に就任。